# Villa San Michele

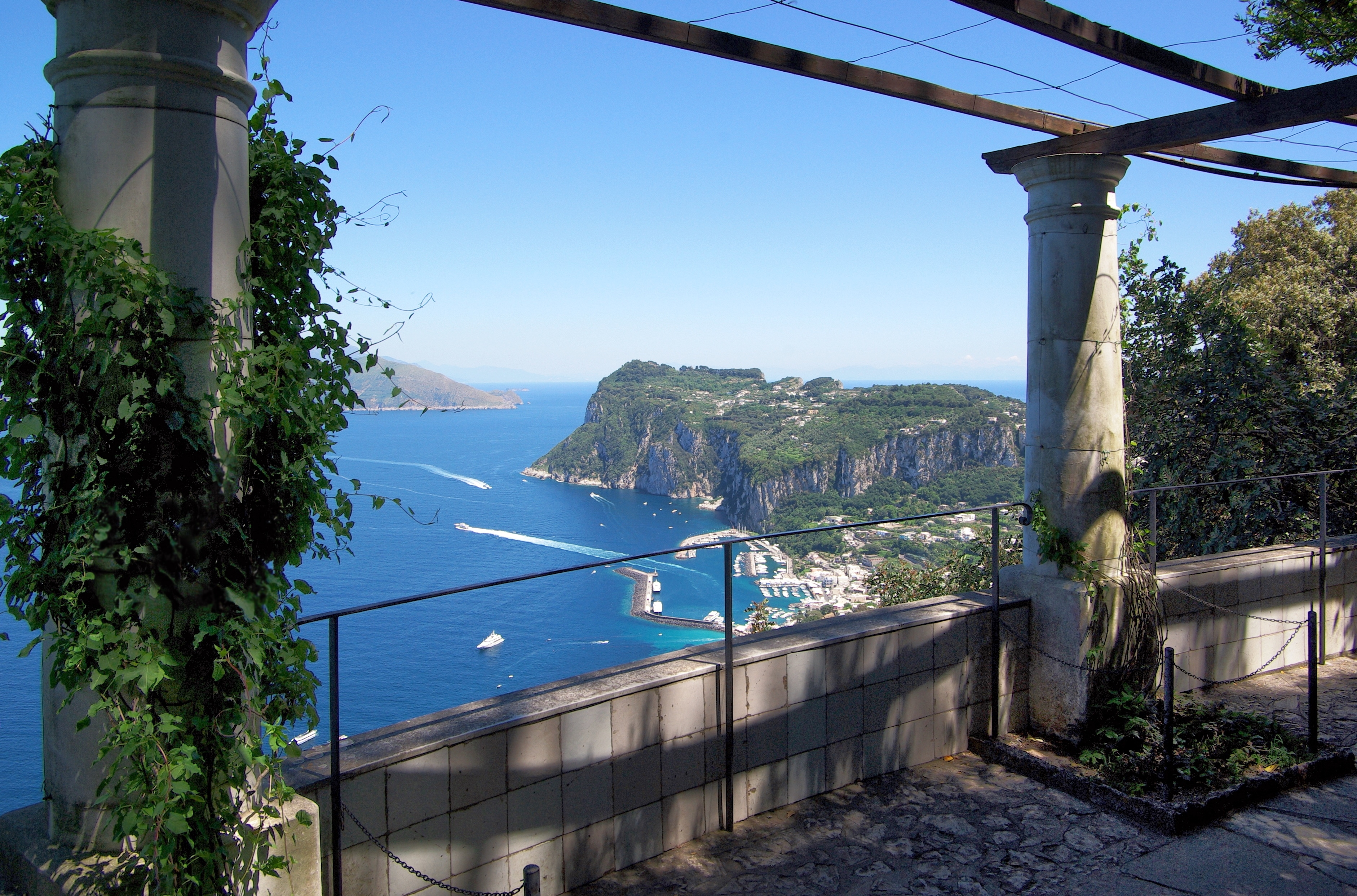
Vedere a portului Capri (Marina Grande) din rotonda de la Villa San Michele

Villa San Michele este o vilă situată în orășelul Anacapri din insula Capri (Italia), care a fost construită în ultimul deceniu al secolului al XIX-lea de către medicul și filantropul suedez Axel Munthe. El era un medic monden care îi trata atât pe bolnavii din înalta societate, cât și pe cei săraci.
Vila și-a luat numele de la o capelă mică, care a fost construită în Evul Mediu la partea de sus a Treptelor Feniciene pe teritoriul orășelului Anacapri.

## Istoric

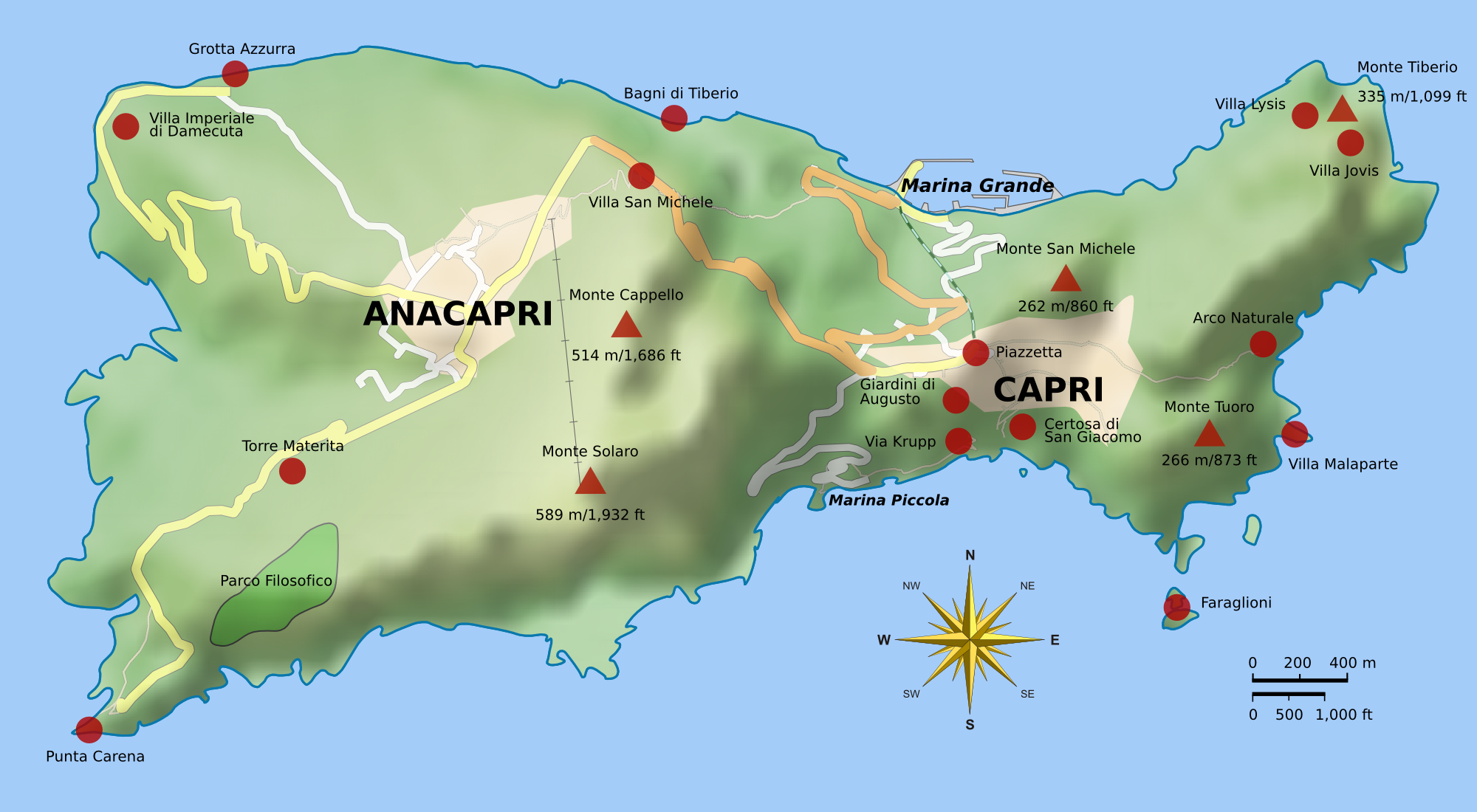
Harta insulei Capri cu Villa San Michele situată la nord-est de Anacapri

Construirea vilei a fost un vis din tinerețe al dr. Axel Munthe, care se înfiripase în mintea lui odată cu prima călătorie în insula Capri. El văzuse atunci ruinele unei mici capele și și-a dorit să o achiziționeze pentru a o repara și transforma în loc de odihnă. În anul 1895 medicul suedez a cumpărat vechea capelă, care se afla în ruine. Villa San Michele a fost construită fără arhitecți profesioniști după principiul «cât mai mult aer și cât mai mult soare posibil». În timpul lucrărilor de restaurare au fost descoperite vestigiile unei vile romane; acestea au fost înglobate în noua construcție, iar numeroase vestigii arheologice au decorat clădirea și grădinile sale.
Restaurarea a durat mulți ani nu doar din cauza dificultății de a construi fără a avea la dispoziție vreo cale de transport și de aprovizionare – ceea ce a impus transportul pedestru al materialelor din Capri și de pe mare –, dar și din cauza vicisitudinilor vieții lui Munthe, care a trebuit să abandoneze lucrările în mod repetat, lăsându-le neterminate. Povestea vieții sale este prezentată în volumul autobiografic Cartea de la San Michele, publicat inițial în 1929 și republicat de atunci de mai multe ori. Acest volum de memorii s-a dovedit a fi una dintre cele mai citite cărți ale secolului al XX-lea, urmărind, de asemenea, diferitele etape ale restaurare ale vilei.
Iată cum a descris Axel Munthe construcția vilei sale:
„Arcadele mari ale spațioasei loggia creșteau repede din pământ; una câte una, cele o sută de coloane ale pergolei se înălțau spre cerul albastru. Ceea ce fusese odată locuința și atelierul de dulgherie a lui mastro Vincenzo se mărea treptat în ceea ce avea să fie viitorul meu cămin. Cum s-a săvârșit asta n-am fost niciodată în stare să pricep și nimeni din cei care cunosc istoria lui San Michele de astăzi n-a putut dezlega enigma. Habar n-aveam de arhitectură, la fel ca toți tovarășii mei de muncă. Nu s-a amestecat, ca să-mi ajute la construcție, nici un om cu știință de carte, n-am consultat nici un arhitect, n-am întocmit nici schițe, nici plan, nu s-a făcut nici un fel de măsurătoare exactă. Totul s-a înjghebat «all'occhio», cum spunea mastro Nicola.”—Axel Munthe
Munthe a adunat acolo opere de artă antice și a înființat o zonă protejată pentru păsări, după ce a văzut că păsările cântătoare sunt vânate de localnici. Alte animale, inclusiv o maimuță, au fost oaspeții acestui original iubitor de animale. Cu toate acestea, medicul suedez nu a trăit mult timp în Villa San Michele, deoarece o boală de ochi l-a obligat să se retragă în mai puțin luminosul Torre Materita, pe care, de asemenea, l-a restaurat.
Între anii 1919 și 1920 Munthe a închiriat vila marchizei Luisa Casati, care a dus acolo o viață extravagantă și uneori scandaloasă. Acest lucru a fost descris de autorul scoțian Compton Mackenzie în jurnalele sale.
La moartea sa, care a avut loc în anul 1949 la Stockholm, Munthe a donat vila statului suedez. Astăzi, Villa San Michele este deținută de o fundație suedeză care a transformat-o în muzeu în care, printre altele, au loc în timpul verii frumoase concerte de muzică clasică de cameră. Clădirea este o destinație turistică importantă și un loc unde se desfășoară evenimente culturale.

## Descriere
Grădinile vilei oferă priveliști panoramice asupra orașului Capri și a portului Marina Grande, a Peninsulei Sorrentine și a Muntelui Vezuviu. Vila și parcul său se află pe o terasă situată la partea de sus a Treptelor Feniciene, între Anacapri și Capri, la o altitudine de 327 de metri deasupra nivelului mării.
Grădinile de la San Michele sunt decorate cu numeroase relicve și opere de artă datând din Egiptul Antic, precum și din alte perioade ale antichității clasice. Ele fac parte acum din Grandi Giardini Italiani.

## Imagini

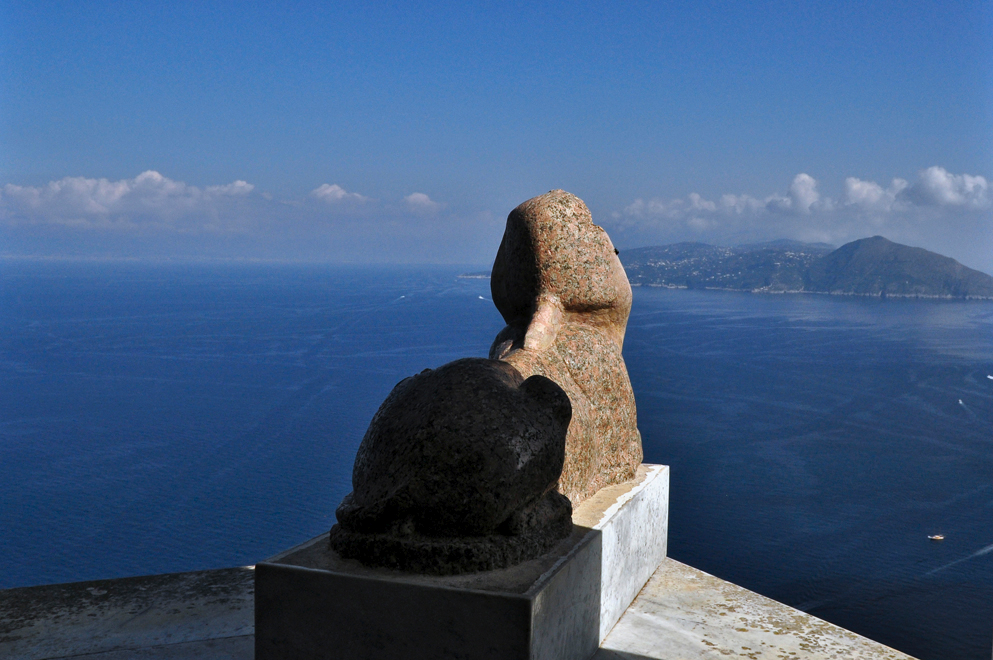
Sfinxul de la Villa San Michele
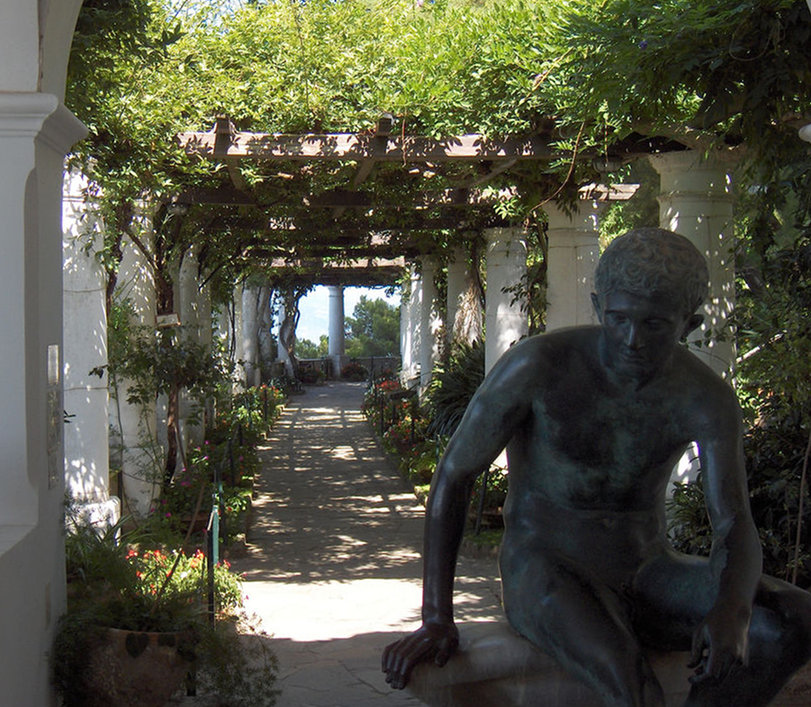
Pergola cu o statuie romană
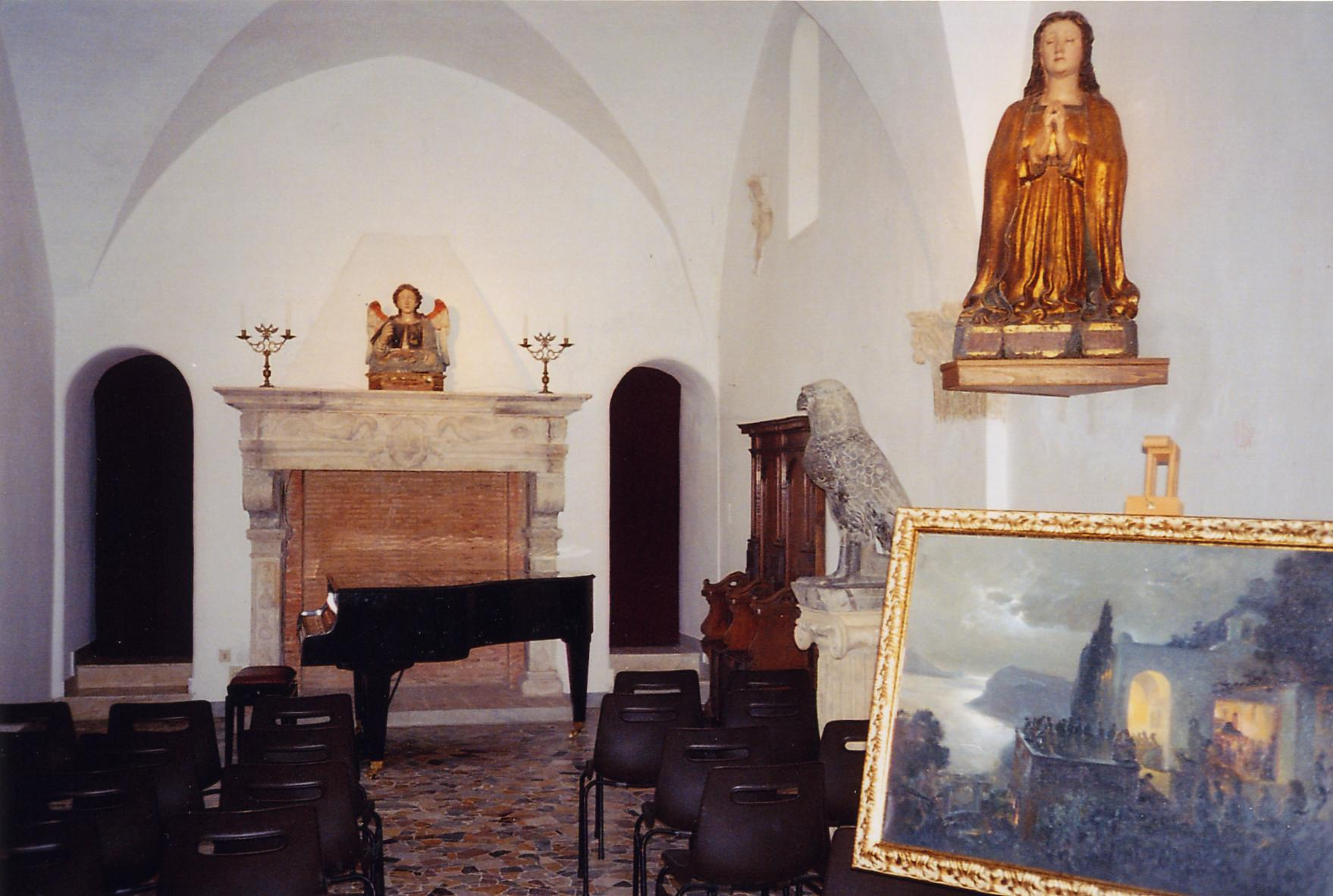
Capela
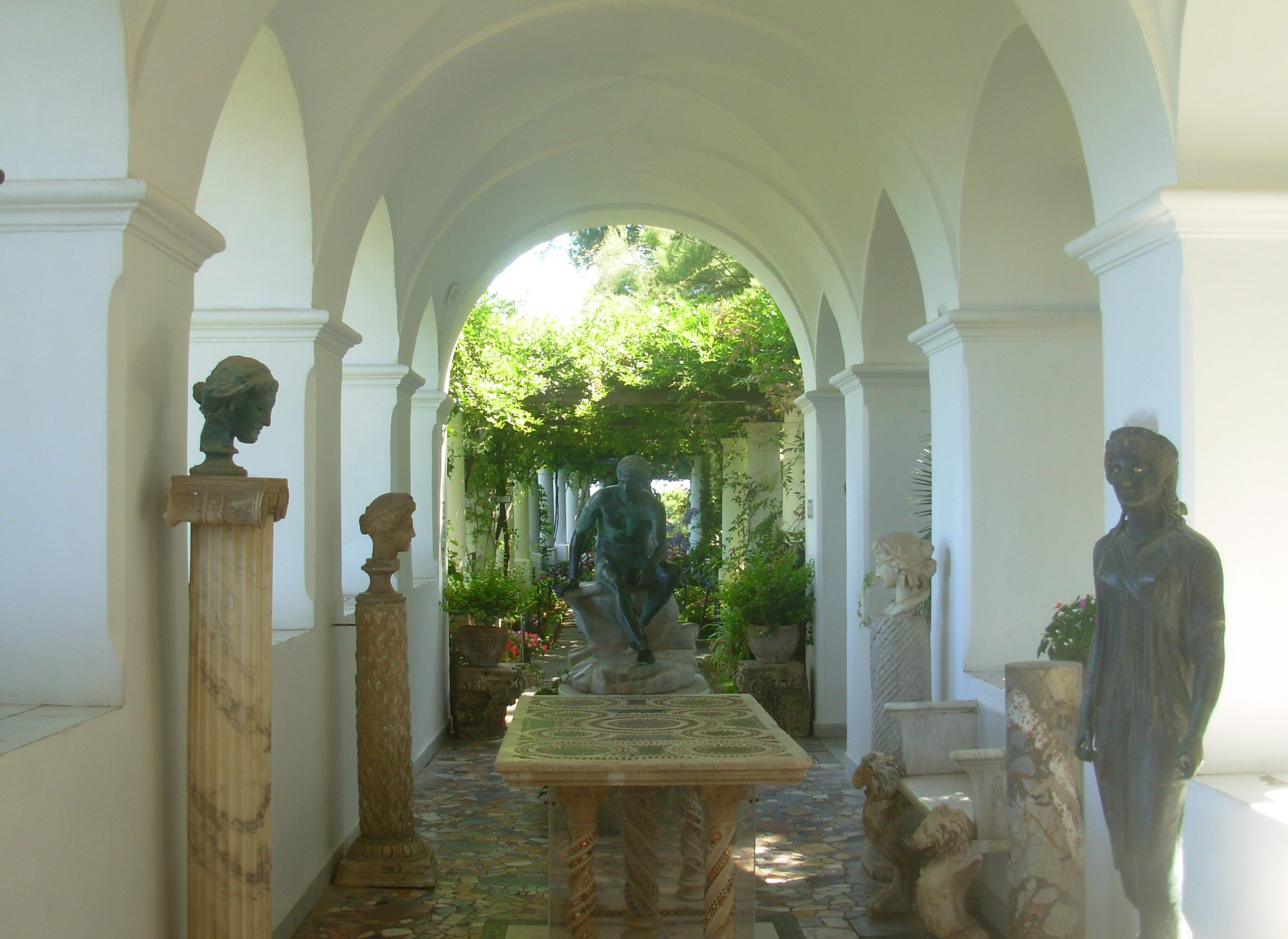
Interior cu statui
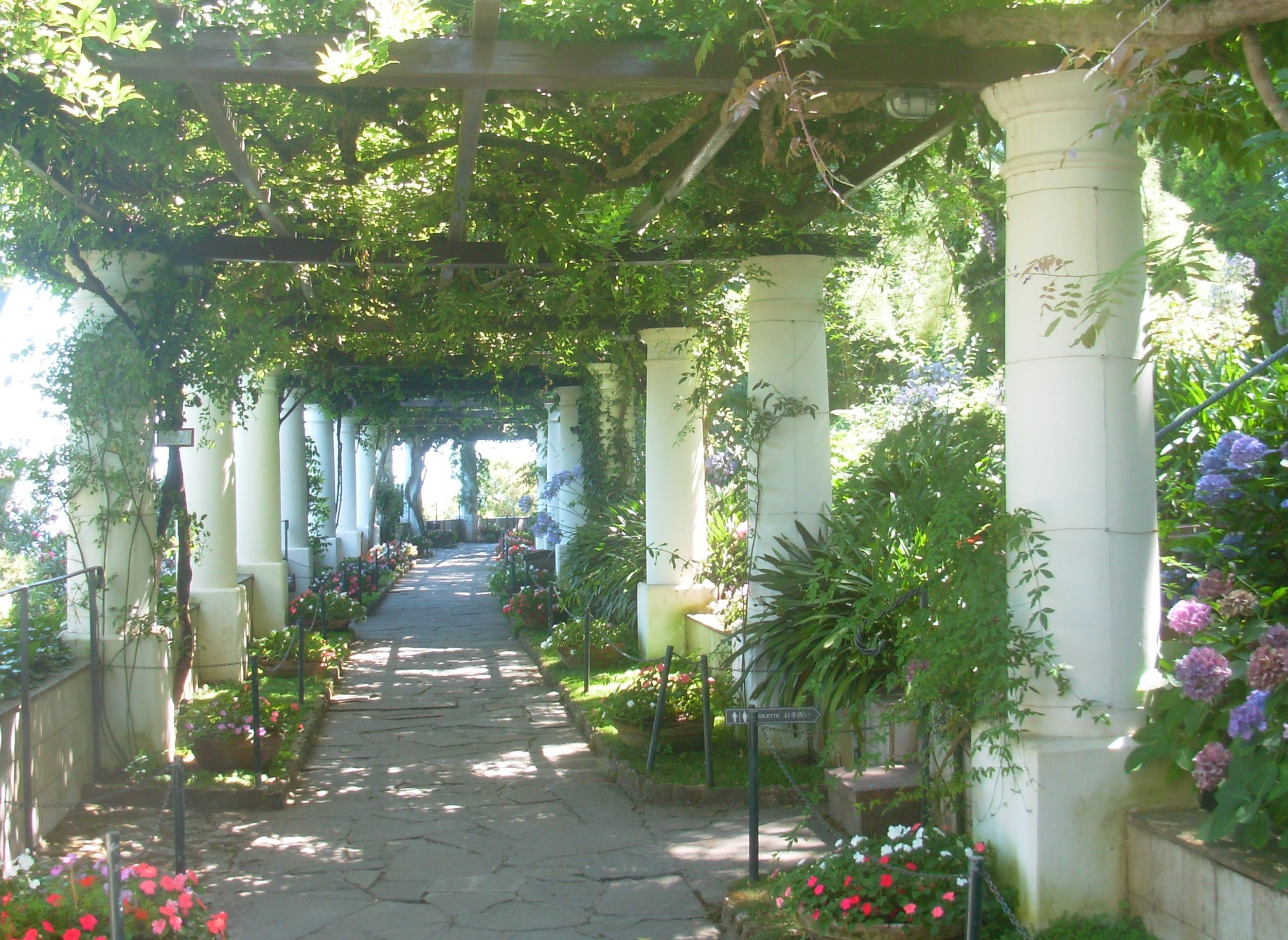
Pergola
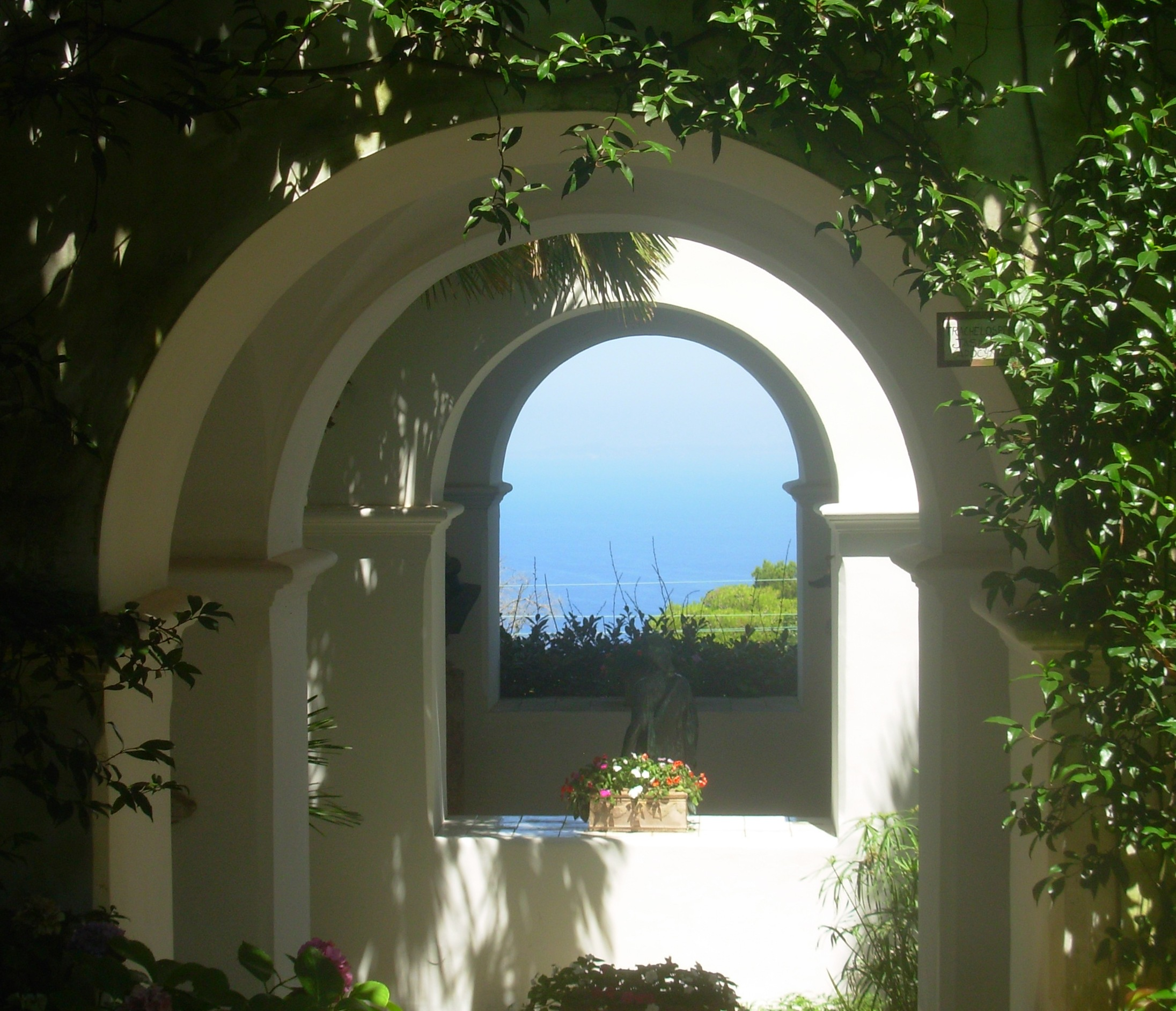
Vedere a mării de la Villa San Michele